# VMM-262
262ème Escadron d'hélicoptère de transport (USMC)
Le Marine Medium Tiltrotor Squadron 262 (ou VMM-262) est un escadron d'hélicoptère  à rotors basculants MV-22 Osprey du Corps des Marines des États-Unis. L'escadron, connu sous le nom de "Flying Tigers" est basée à Marine Corps Air Station Futenma au Japon et relève du commandement du Marine Aircraft Group 36 (MAG-36) et du 1st Marine Aircraft Wing (1st MAW).
Activé en 1951, le HMR-262 a été renommé HMR(L)-262 en 1956 et redésigné HMM-262 le 1er février 1962. Il a pris le nom de VMM-262 le 30 septembre 2013.

## Mission
Soutenir le commandant de la Force tactique terrestre et aérienne des Marines (MAGTF) en assurant le transport de soutien d'assaut des troupes de combat, des fournitures et de l'équipement, de jour comme de nuit, dans toutes les conditions météorologiques lors d'opérations expéditionnaires, interarmées ou combinées.

## Historique

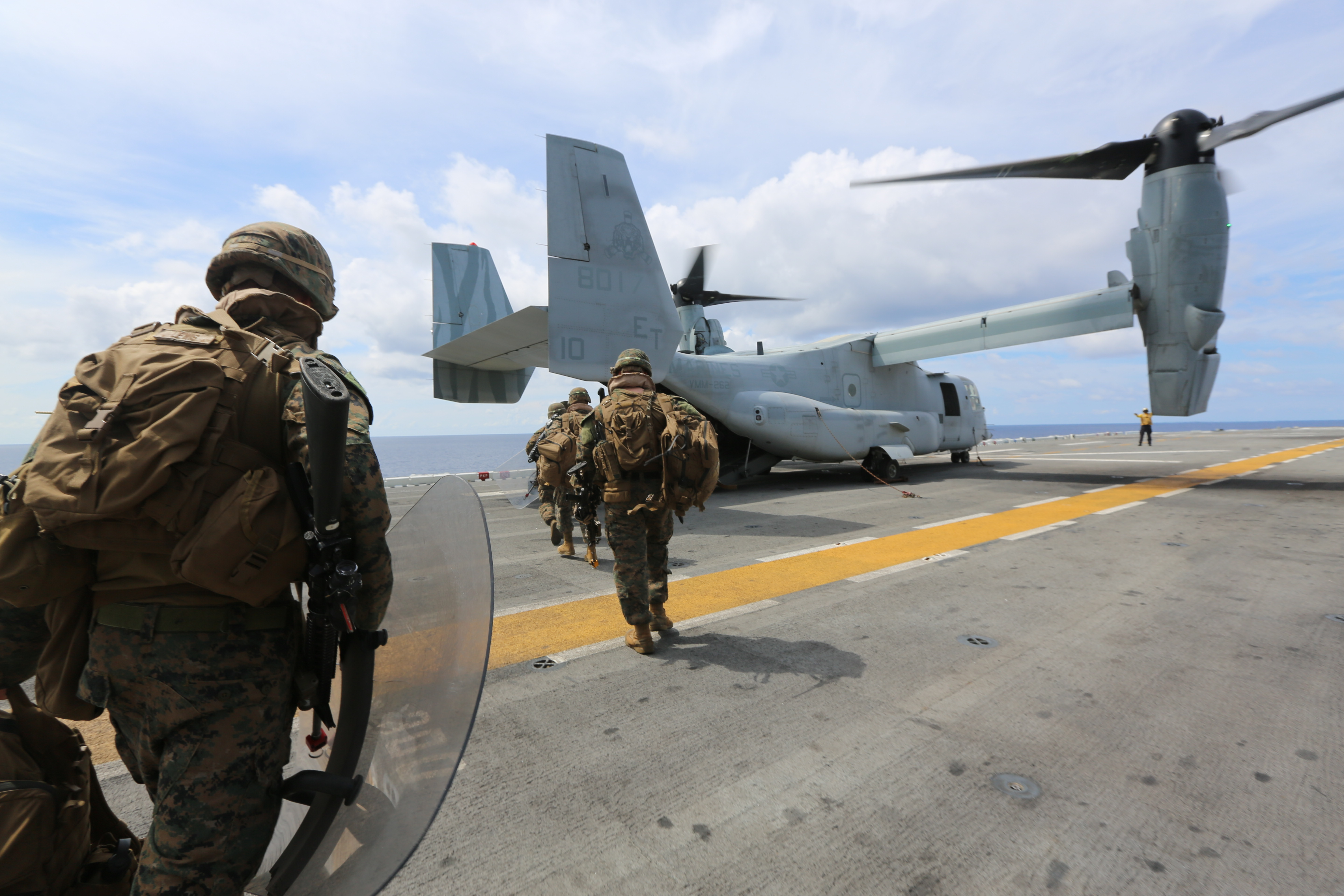
MV-22 Osprey du VMM-262

L'escadron a été activé en 1951 au Marine Corps Air Station Cherry Point, en Caroline du Nord et désigné Marine Helicopter Transport Squadron 262 (HMR-262). Bien qu'activé pendant la guerre de Corée, l'escadron est resté sur la côte est des États-Unis, fournissant un soutien aux unités de la Fleet Marine Force de cette région. En février 1952, l'escadron a été affecté au Marine Aircraft Group 26 puis transféré  en 1954à la Marine Corps Air Station New River, en Caroline du Nord, où il est resté jusqu'en 1966.
Le 1er février 1962, la désignation de l'escadron a été redésigné Marine Medium Helicopter Squadron 262.
Le VMM-262 a été actif dans : 
- 1965 - Opération Powerpack en République dominicaine.
- Guerre du Vietnam : Operation Desoto (en) (1967), Operation Badger Tooth (en) (1967-68), Bataille de Khe Sanh (1968)....
- 2007 -Opération Iraqi Freedom

...